# صفوة (جازان)
قرية صفوة، وهي إحدى قرى منطقة جازان وهي قرية سكنية صغيرة جداً تابعة لبلدية محافظة أبو عريش جنوب غرب المملكة العربية السعودية، تبعد 18 كم باتجاه الجنوب من مدينة أبو عريش.

## الموقع
تقع قرية صفوة في منطقة زراعية وسط محافظة جازان تتبع إدارياً لقرية أم النور، تبعد عن مدينة أبو عريش التابعة لها حوالي 18 كيلومتر، وتبعد حوالي 50 كيلومترا بالاتجاه الجنوب الشرقي من مدينة جازان، عند خط طول 42 درجة وخط العرض 16 درجة.

## انظر ايضاً
- القويعية
- البهاكله
- المصايدة

## وصلات خارجية
- بيانات المجلس البلدي من الأمانة العامة لشؤون المجالس البلدية.
- حصر الخدمات بالمدن والقرى بمنطقة جازان. نسخة محفوظة 25 يناير 2020 على موقع واي باك مشين.
- دليل الخدمات بمنطقة جازان.
- مصلحة الإحصاءات العامة والمعلومات.